# St.-Petri-Kirche (Wolgast)

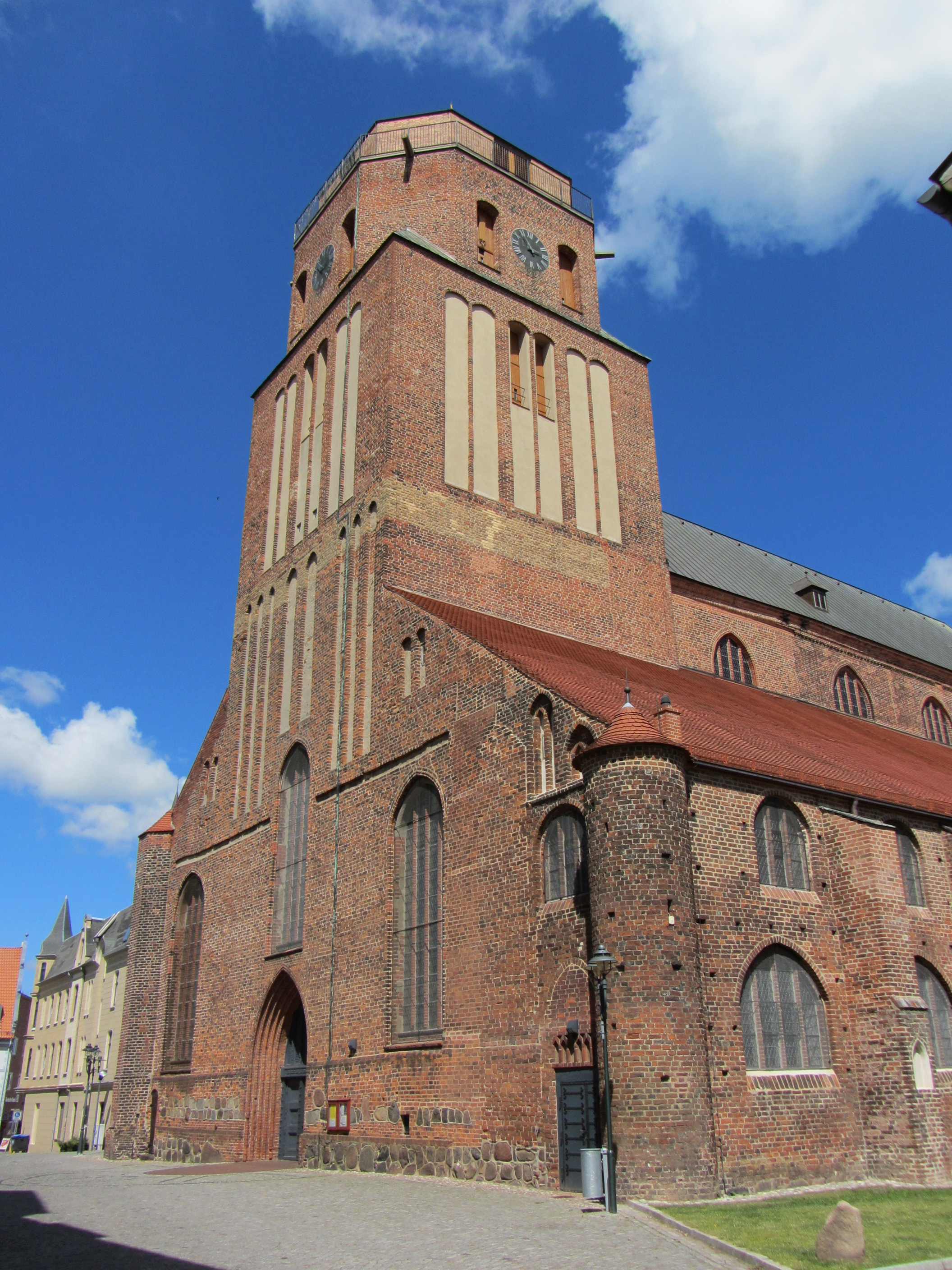
Blick auf das Turmmassiv von Südwesten, mit Notdach von 1920

Die St.-Petri-Kirche ist eine dem Apostel Petrus geweihte evangelische Kirche in der Stadt Wolgast in Mecklenburg-Vorpommern. Sie wurde bis 1350 errichtet und infolge von Kriegs- und Unwetterfolgen mehrfach zerstört und wiederaufgebaut. Daher weist sie sowohl gotische als auch barocke Architekturmerkmale auf. In der Gruft der Herzöge von Pommern-Wolgast innerhalb der Kirche befinden sich die neun Sarkophage von Angehörigen der Greifenherzöge sowie in einem Sammelsarg die Überreste von drei Kleinkindern. Seit 2012 gehört die Kirchengemeinde St. Petri zu Wolgast zur Propstei Demmin im Pommerschen Evangelischen Kirchenkreis der Evangelisch-Lutherischen Kirche in Norddeutschland.

## Lage
Das Bauwerk steht im historischen Stadtzentrum auf der höchsten Stelle. Es wird von der Straße Am Kirchplatz erschlossen, die ringförmig um den Sakralbau verläuft. Nach Süden hin besteht eine Verbindung zur Bundesstraße 111. Der Platz ist nicht eingefriedet.

## Geschichte
Die Wolgaster St.-Petri-Kirche geht zurück auf die Christianisierungsreise des Bischofs Otto von Bamberg im Jahr 1128, der einen in der Stadt bestehenden heidnischen Tempel des slawischen Gottes Jarovit zerstören ließ und vermutlich an gleicher Stelle eine errichtete Kirche weihte. Die im 21. Jahrhundert bestehende Kirche wurde als Nachfolgebau der von Otto von Bamberg geweihten Kirche zwischen 1280 und 1350 im gotischen Stil errichtet. Dabei nutzen die Handwerker von einem Vorgängerbau aus dem frühen 13. Jahrhundert ein spitzbogenförmiges Portal mit Wulstprofilen. Es befindet sich in der Südwand der südlichen Turmseitenhalle. Die weiteren Bauarbeiten begannen in der zweiten Hälfte des 14. Jahrhunderts und wurden vermutlich um 1415 mit der Beisetzung Wartislaw VIII. beendet. Im 15. Jahrhundert erweiterten die Herzöge das Bauwerk um mehrere Kapellen zu einer dreischiffigen Basilika. Das Gebäude zählt damit zu den ältesten im 21. Jahrhundert vorhandenen Bauwerken in der Stadt Wolgast, gleichwohl es in den Jahren 1512 und 1628 durch Brände weitgehend zerstört und wiederaufgebaut wurde.
In der zwischen 1560 und 1587 eingerichteten Gruft der Kirche befinden sich in Zinnsarkophagen die Särge von sieben Angehörigen der letzten drei Generationen der Herzogsfamilie von Pommern-Wolgast. Eingerichtet wurde die Gruft als Grablege für den 1560 verstorbenen Herzog Philipp I., auch seine Frau Maria von Sachsen und die gemeinsame Tochter Amelia wurden dort beigesetzt. Es folgten die Beisetzungen von Ernst Ludwig, seiner Gemahlin Sophia Hedwig von Braunschweig und deren Tochter Hedwig Maria. Die vorherigen zwei älteren Grablegen werden unter dem Chor vermutet. 1688 wurde die Gruft durch Grabräuber gewaltsam geöffnet und geplündert. Dabei wurden die Särge und ihr Inhalt sehr stark beschädigt. Im Kirchenarchiv befindet sich ein Protokoll mit einer Aufstellung aller gestohlener Schmuckstücke und Gegenstände. Die Täter wurden ermittelt, darunter der Küster der Kirche, aber weder sie noch ihre Beute wurden gefunden. In den Jahren 1729 und 1829 wurde die Gruft geöffnet und durch Kommissionen besichtigt, dann aber wieder vermauert. 1929 wurde der Grufteingang mit einer Liegetür versehen und die Gruft der Öffentlichkeit eingeschränkt zugänglich gemacht.
Beim Niederbrennen der Stadt Wolgast im Jahr 1713 durch russische Truppen im Großen Nordischen Krieg und bei einem durch Blitzschlag ausgelösten Brand im Jahr 1920 wurden das Gebäude beziehungsweise die Inneneinrichtung jeweils weitestgehend zerstört, in beiden Fällen jedoch neu errichtet. Seit dem Wiederaufbau nach dem Brand von 1713 prägen zum Teil auch barocke Stilelemente das architektonische Bild der Kirche. Die Arbeiten zogen sich über mehrere Jahre, in denen von 1716 bis 1728 die Gewölbe erneuert und der Turm um einen oktogonalen Aufsatz auf 80 m erhöht wurden.
Von 1820 bis zu seinem Tod im Jahr 1837 wirkte Karl Heller als Archidiakon der St.-Petri-Gemeinde, der 1829 die erste umfassende Chronik der Stadt Wolgast veröffentlichte.

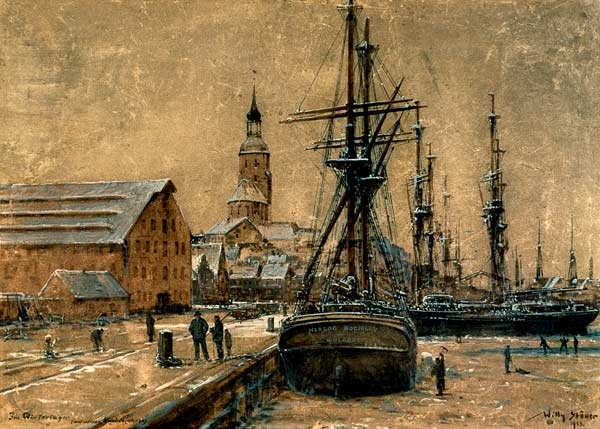
Darstellung des barocken Turmhelms von St. Petri: Winterlager der Segler in Wolgast, Willy Stöwer, 1922

Nach dem Brand von 1920 wurde der eingestürzte barocke Turmhelm durch das bis in die Gegenwart bestehende achteckige Zeltdach ersetzt.
Im Jahr 1993 begann eine umfassende Sanierung des Kirchengebäudes mit einem Kostenumfang von 4 Millionen Euro (Stand etwa 2010). Von 1998 bis 2000 wurde eine Schadenskartierung sowie Befundung der Gruft und besonders der Särge durch die Zahntechnikerin Birgit Wachholz und Goldschmiedemeister Detlef Kadagies unter Anleitung des Metallrestaurators Wolfgang Hofmann vorgenommen, der auch die Restaurierung der Särge durchführte. Die 2007 abgeschlossene mehrjährige Rekonstruktion der Gruft und der Särge der Pommern-Herzöge wurde im Jahr 2010 mit einem Preis der Europäischen Union für das Kulturerbe in der Kategorie Erhaltung ausgezeichnet. Aufgrund der historischen Relevanz der Herzogsgruft erfolgte Anfang Mai 2011 die Anerkennung der St.-Petri-Kirche als „Denkmal von nationalem Rang“.

## Baubeschreibung

### Kirchgebäude
Die St.-Petri-Kirche ist eine dreischiffigen Basilika mit einer Länge von vier Jochen, an die sich der polygonale Umgangschor unmittelbar anschließt. Hinzu kommen eine Sakristei mit Taufkapelle im nördlichen und der Petrikapelle im südlichen Teil des Gebäudes sowie dem Westturm mit Seitenhallen. Das gesamte Bauwerk wurde überwiegend aus rötlichem Mauerstein errichtet. Die Fassaden sind nicht verputzt.
Der Chor hat einen Fünfachtelschluss und ist stark eingezogen. Die Flächen werden durch große und hohe, mehrteilige Spitzbogenfenster dominiert, die Seiten durch gestufte Strebepfeiler stabilisiert. Die Seiten des Kirchenschiffs sind weitgehend symmetrisch aufgebaut: ein hohes Seitenschiff mit ebenfalls spitzbogenförmigen Fenstern sowie Strebepfeilern, darüber ein gedrückter Obergaden mit einem Fries aus Maßwerk. An der Nordseite befinden sich die Nord- und die Greifenkapelle.
Das Kirchenportal im Turm ist mit einem fünffach gestuften Gewände geschmückt.

### Turm
Der etwa 50 Meter hohe Westturm (Höhe des Aussichtsplateau 40 Meter), den man über 184 Stufen besteigen kann, hat einen achteckigen Grundriss, der auf einem mächtigen quadratischen Unterbau ruht. Hier sind Turmkapellen eingebaut, die die Baumeister zu einer einheitlichen Fassade vereinten. Darin bauten sie je ein Spitzbogenfenster ein, das die dahinterliegenden Schiffe charakterisiert. Das mittlere Fenster ist dabei deutlich hochgesetzt. Es reicht in die mit reichhaltigen Blenden verzierten oberen Turmgeschosse hinein. An der westlichen Fassade befinden sich an jeder Seite drei, in der Mitte zwei kleinere Blenden. Sie werden durch je sechs Blenden im oberen Geschoss ergänzt, von denen in die jeweils beiden mittleren eine Klangarkade integriert wurde. Darüber folgt der Turmabschluss mit einem barocken Aufsatz, der durch einen achteckigen Treppenturm an der Nordwestecke erreicht werden kann. Südlich wurde die Petri-Kapelle (Südkapelle) mit einem runden Treppenturm in das Bauwerk integriert. Der Turm enthält einen Turmfalkenkasten und einen Glockenstuhl (siehe Glocken). – Die Turmbesteigung ist kostenpflichtig. Um Stürze vom Turm zu verhindern, wurden im Sommer 2018 die Sicherheitsvorkehrungen verbessert.

## Ausstattung und Nutzung

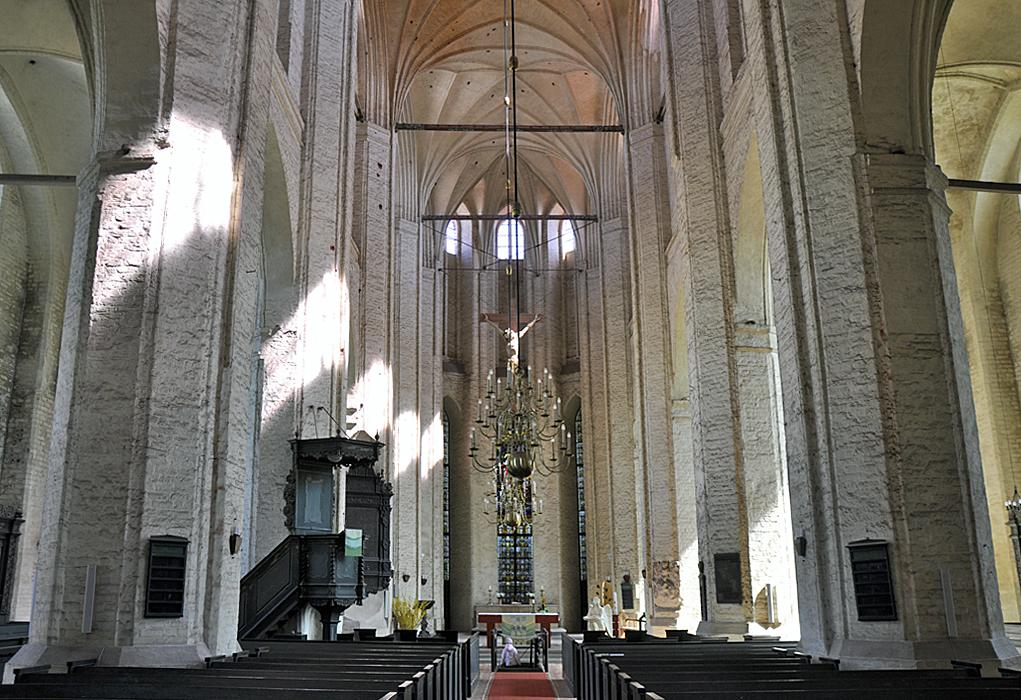
Innenansicht der Kirche (Hauptschiff von Westen)

### Innenarchitektur und kirchlicher Schmuck
Der Innenraum wird im Dehio-Handbuch als „hallenartig“ beschrieben. Dies wird mit den weiten Jochschritten des hohen Mittelschiffs in Verbindung mit dem breiten Seitenschiff begründet. Die Gewölbe ruhen auf achteckigen Pfeilern, die mit flach gekehlten Ecken und ohne Kämpfer ausgeführt wurden. Sie führen in die Scheidbögen und verstärken so den hallenartigen Eindruck.
Im Zentrum des Heiligtums steht ein gemauerter Altar, darüber ein Kruzifix wohl aus dem 16. Jahrhundert, das die Kirchengemeinde im Jahr 1959 als Geschenk von der Kirchengemeinde St. Marien aus Stralsund erhielt. Die Assistenzfiguren befinden sich im Stralsund Museum. Das Kruzifix wird von zwei Leuchtern aus dem Jahr 1749 begleitet, die vier aus Seenot gerettete Seeleute der Kirche stifteten. Er ersetzt einen barocken Hochaltar aus dem Jahr 1739, der beim Brand vom 9. April 1920 zerstört wurde. Dahinter gibt es ein Altarfenster mit dem Titel Der sinkende Petrus aus dem Jahr 1929. Südwestlich vor dem Altar steht ein Taufengel aus Zink, der 1848 als Abguss hergestellt wurde. Das Original schuf der dänische Bildhauer Bertel Thorvaldsen zuvor für den Dom zu Kopenhagen. Im südöstlichen Teil der Kirche steht mit der Figur von Jesus Christus
eine weitere Kopie eines Werkes von Thorvaldsen. Die Kommerzienrätin W. Homeyer hat sie gestiftet. Die Kopie entstand 1889 im Atelier der Gebrüder Michaeli in Berlin und steht auf einem Sockel, der in der Steinschleiferei Kessel & Röhl in Wolgast hergestellt wurde. Gegenüber hängt ein von Max Uecker geschnitztes Kruzifix. Nordwestlich vor der Gruft steht an einem Strebepfeiler die hölzerne Kanzel von 1710 auf einem kannelierten Fuß. Der in dunklem Holz gehaltene Kanzelkorb ist mit Brüstungsfeldern geschmückt, die von gedrehten Säulen gehalten werden; das Lesepult mit reichem Schnitzwerk wurde 1645 gefertigt. Ein mit Akanthus verzierter siebeneckiger Schalldeckel schließt den Korb ab.

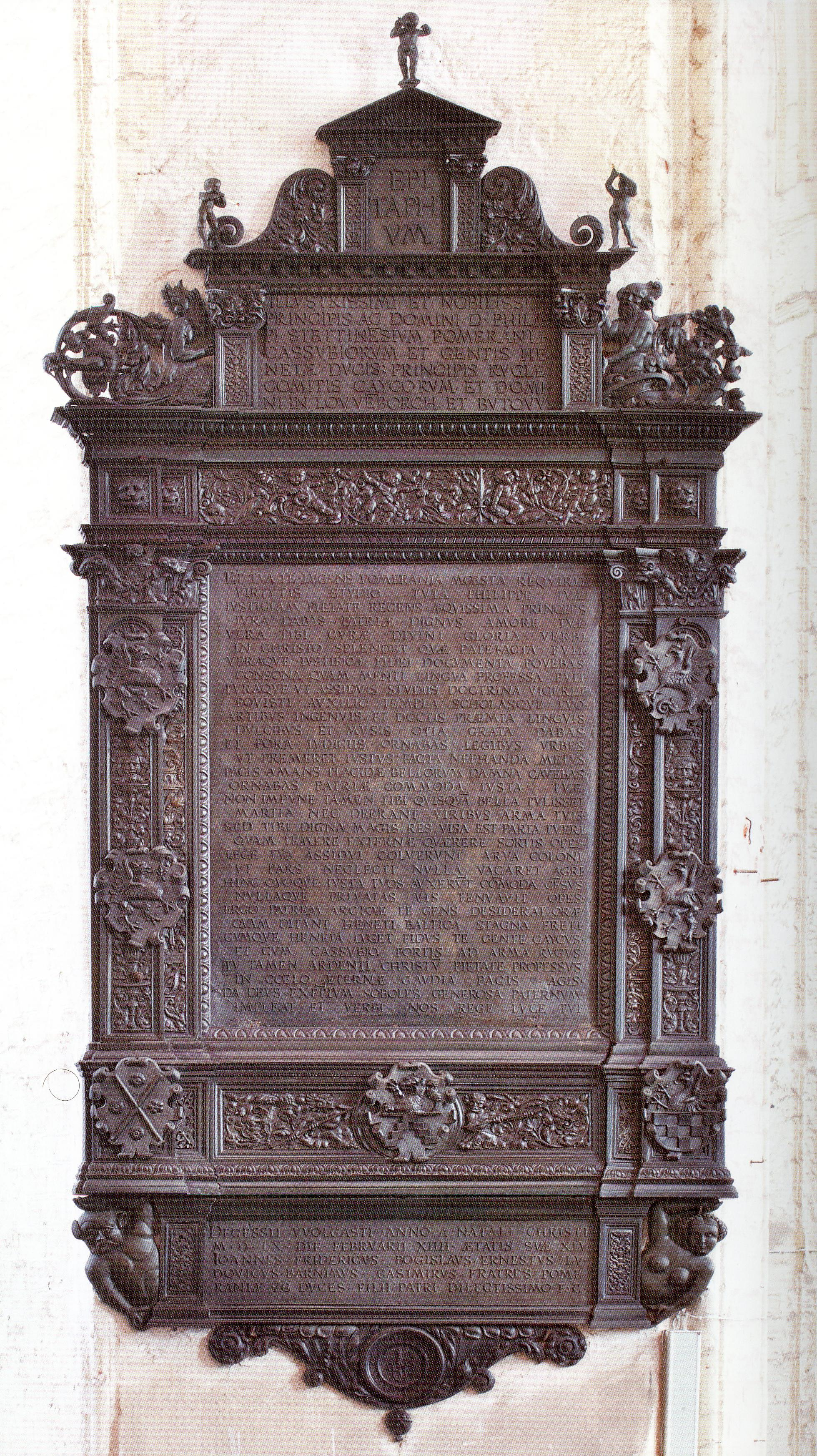
Epitaph für Philipp I.

Östlich der Kanzel hängt am darauffolgenden Achteckpfeiler ein Epitaph für Philipp I, das im Jahr 1560 von Wolf Hillger in Freiberg aus Messing gegossen worden ist. Es hat einen retabelartigen Aufbau und eine Inschriftentafel mit den Pommerschen Wappen, die von pflanzlichen Renaissance-Ornamenten und figürlichen Grotesken verziert und umrahmt werden. Es handelt sich um eine Stiftung der fünf Söhne Philipps und hat die vielen Brände in der Kirche überstanden. Die Inschriften sind im italienischen Stil eingefasst. Hinzu kommen zwei Aufsätze mit dem Jesuskind und ein Untersatz mit Putten. Im Hauptfeld wird in einer lateinischen Elegie der Tod des Vaters beklagt.

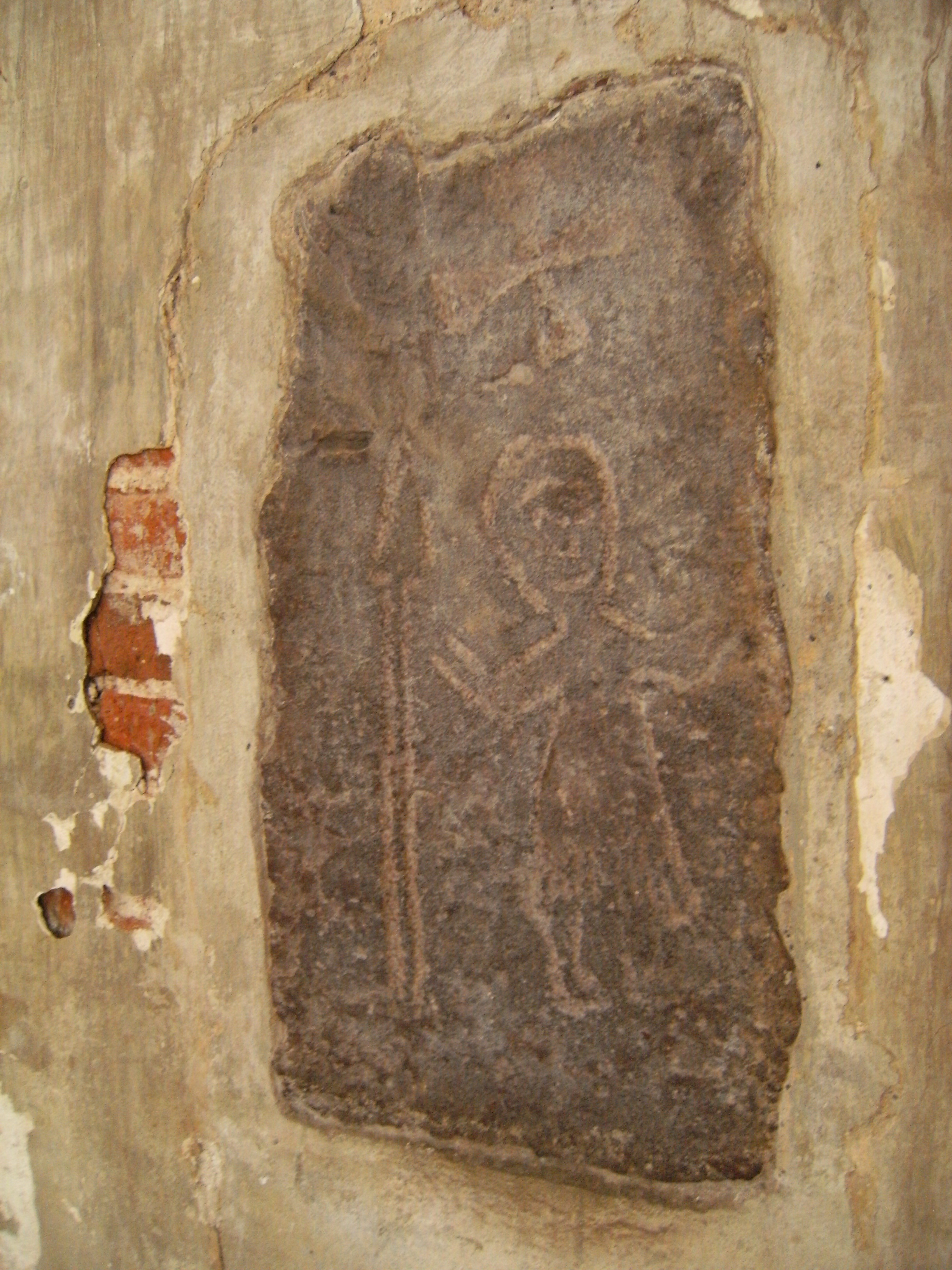
Slawischer Bildstein Jarovit an der Petri-Kirche

Der Innenraum der Kirche ist durch verschiedene Glas- und Gewölbemalereien gestaltet. Ausgestellt sind des Weiteren ein Wappenstein vom Wolgaster Schloss der Pommernherzöge sowie ein seltener slawischer Bildstein aus dem 12. Jahrhundert mit einer in den Stein geritzten Darstellung des slawischen Gottes Jarovit. Am nördlichen Turmraum hängt eine Wappentafel der pommerschen Herzöge. Die Wappendarstellung findet sich auch auf der Eingangstür zur Gruft. Die neun Felder zeigen von links oben beginnend: Herzogtum Pommern-Stettin, Herzogtum Pommern, Herzogtum Kassuben, Herzogtum Wenden, Fürstentum Rügen, Herrschaft Usedom, Herrschaft Neuenkamp-Barth, Grafschaft Gützkow sowie das Herzogtum Wolgast.

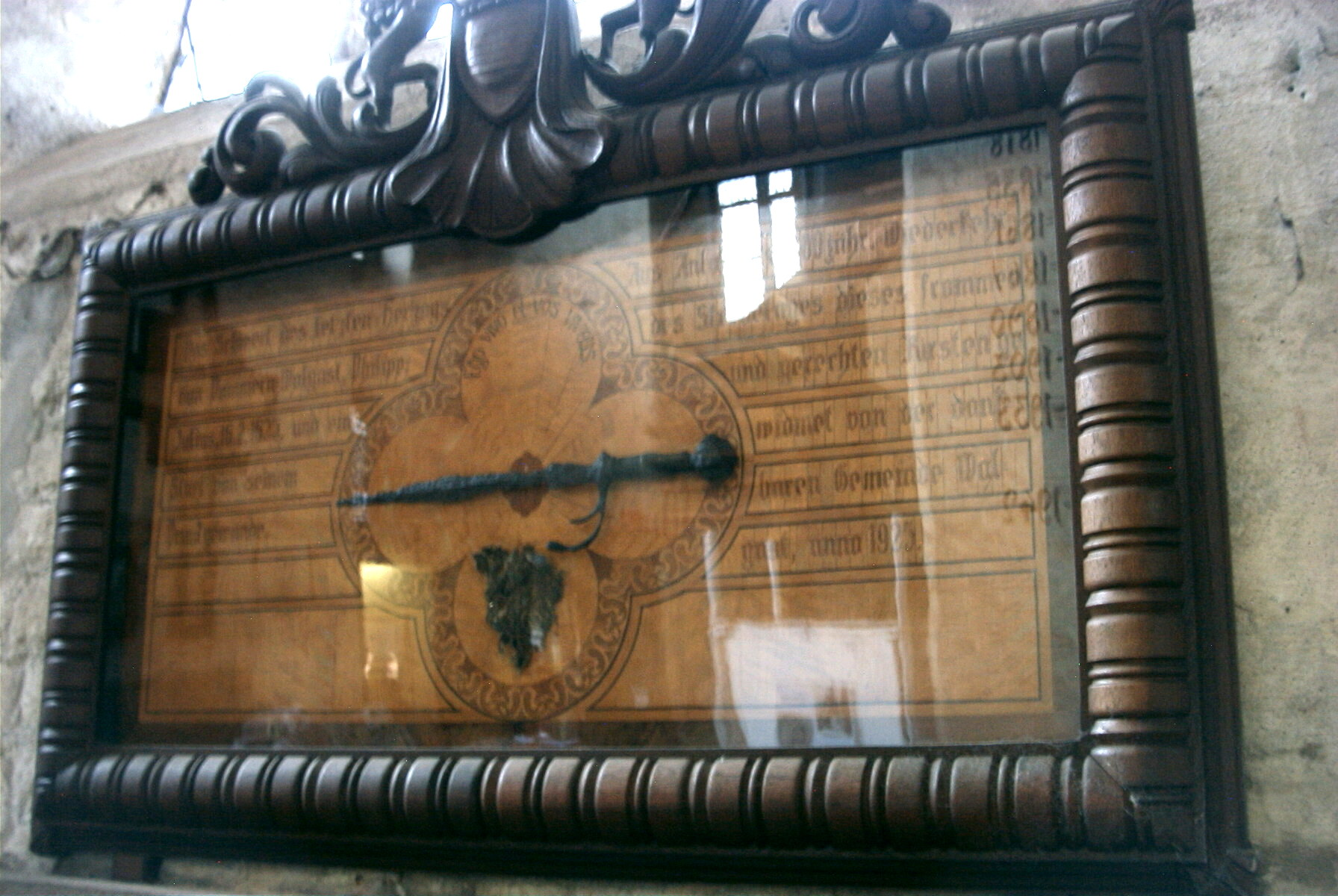
Vitrine mit Dolch und Gewandstück von Herzog Philipp Julius

Südlich des Westportals hängen ein Kupferstich, der Gustav II. Adolf von Schweden zeigt, ein Geschenk der schwedischen Regierung und daneben ein Ölgemälde, das die Überführung seiner Leiche von Wolgast nach Schweden darstellt. Am gegenüberliegenden Pfeiler – und damit unter der Orgelempore – befindet sich das Gemälde Schlossruine um 1790 von Alex Schöngrün, rechts daneben das Wappen der Stadt Wolgast. Ein weiteres Gemälde von Schöngrün, die Brennende Kirche von 1920 hängt am Strebepfeiler südlich des Taufengels. Im nordwestlichen Bereich des Kirchenschiffs hängt in einer Vitrine das Schwert des letzten Herzogs Philipp Julius, gefolgt von einer Wetterfahne aus dem Jahr 1731 sowie einem Sandsteinsarg derer von Wakenitz aus dem Jahr 1757. Der Sarg wurde 1938 bei Ausgrabungen im Seitenschiff der Kirche entdeckt.
Die Anker im Mittelschiff zitieren Texte aus der Bibel. Auf der Vorderseite des ersten Ankers steht: „Ihr werdet die Kraft des heiligen Geistes empfangen, welcher auf Euch kommen wird.“ (Apg 1 ), auf der Rückseite „Ich fahre auf zu meinem Vater und zu Eurem Vater, zu meinem Gott und Eurem Gott.“ (Joh 20,17 ). Es folgen die Zitate: „Der Tod ist verschlungen in den Sieg, Tod wo ist Dein Stachel, Hölle wo ist Dein Sieg?“ (1 Kor 15,55 ) bzw. „Ich bin die Auferstehung und das Leben, wer an mich glaubt, wird leben, ob er gleich stürbe“ (Joh 11,25 ) am zweiten Anker. Auf dem dritten Bauteil steht: „Das Blut Jesu macht uns frei von allen Sünden“ (Joh 1,7 ) sowie „Die Strafe liegt auf ihm, auf daß wir Frieden hätten und durch seine Wunden sind wir geheilt“ (Jes 53,5 ). Der vierte Anker zitiert auf der Vorderseite: „Ehre sei Gott in der Höhe und Frieden auf Erden und den Menschen ein Wohlgefallen“ (Lk 2,14 ) und auf der Rückseite: „Siehe, ich verkündige Euch große Freude, denn Euch ist heute der Heiland geboren!“ (Lk 2,11 ).
Der über eine Wendeltreppe begehbare Kirchturm ist aufgrund der Lage im Stadtzentrum und der Aussicht über die Stadt ein beliebtes touristisches Ziel in Wolgast. Die Zahl der Besucher beträgt etwa 60.000 pro Jahr. Aufgrund ihrer Größe und Akustik wird die Kirche oft für Chor- und Orchesterauftritte genutzt, so beispielsweise bei den jährlichen stattfindenden WOLGASTER SOMMERMUSIKEN und im Rahmen des Usedomer Musikfestivals.

### Gruft der Herzöge von Pommern-Wolgast

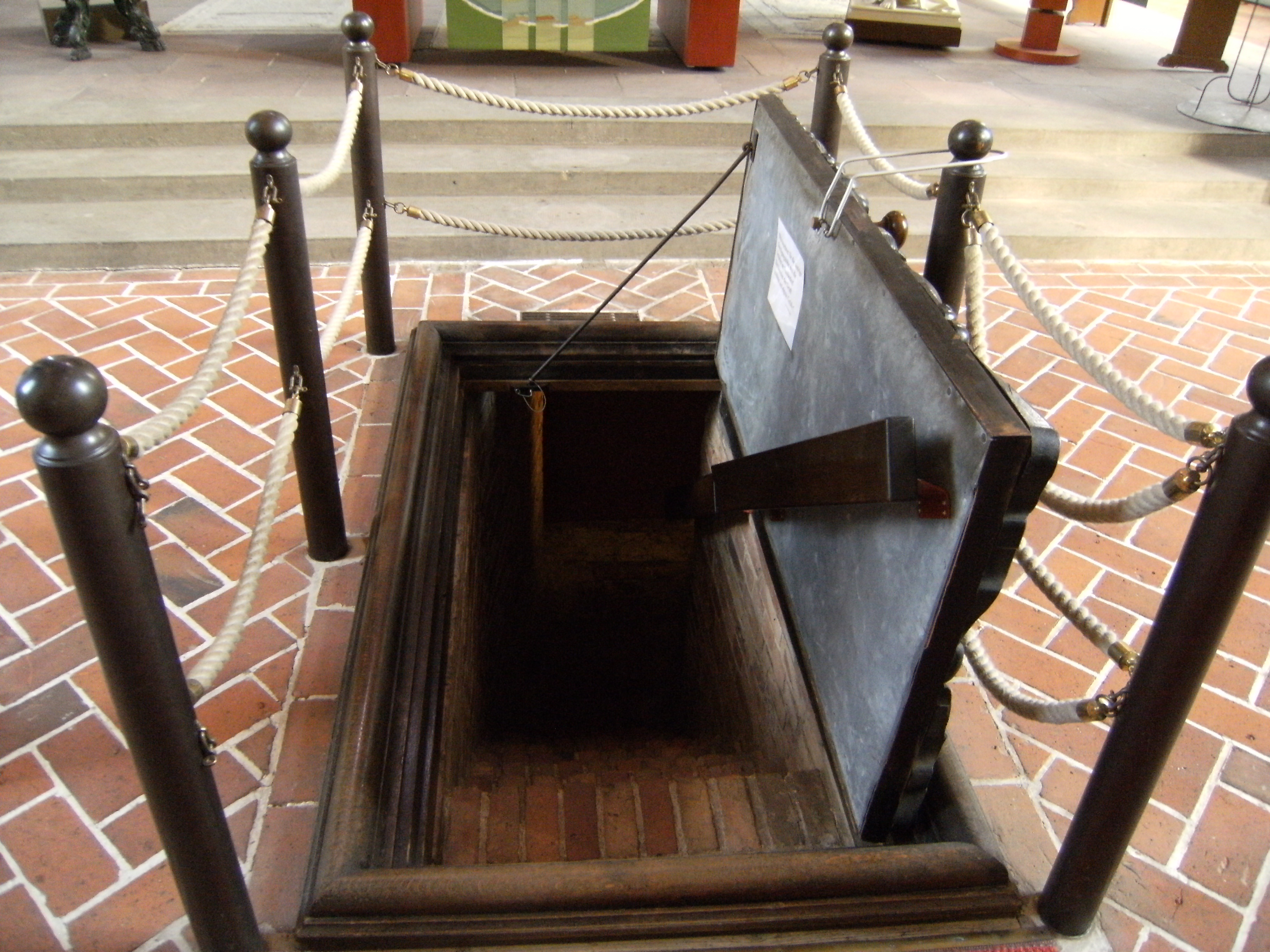
Eingang zur Herzogsgruft in der Petri-Kirche Wolgast

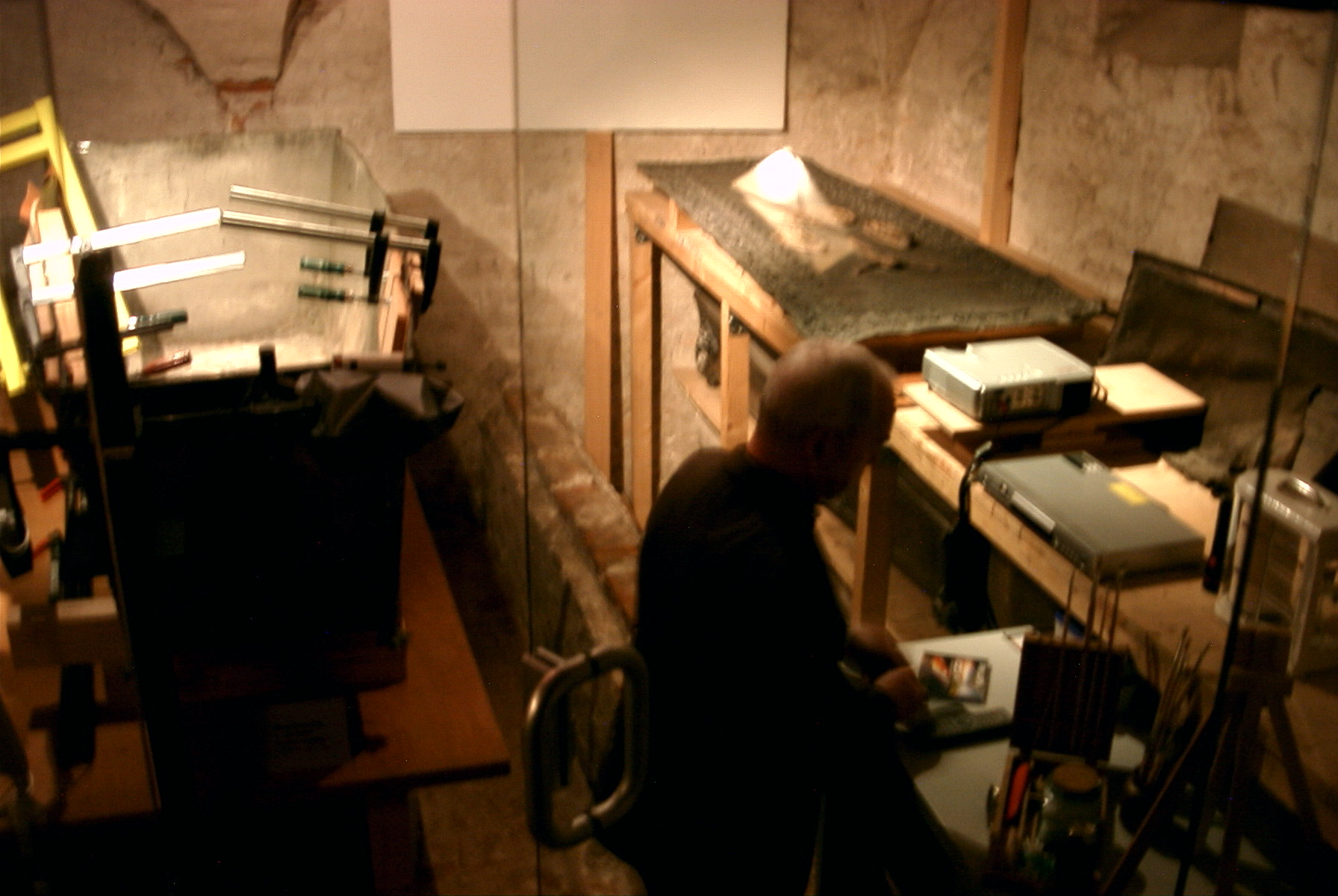
Restaurierung der Herzogssärge in der Greifenkapelle mit Restaurator Hofmann, 2004

Die Gruft entstand in zwei Bauphasen: um 1500 und 1587. Sie wurde in etwa zur Mittelachse der Kirche vor dem Hochaltar errichtet, um nach dem damals geltenden Verständnis die besondere Bedeutung der dort bestatteten Personen zu betonen. Der vordere Teil wird von einem rund 1,75 Meter hohen und rund 1,70 Meter breiten Tonnengewölbe umspannt; im hinteren Raum errichteten die Handwerker eine segmentbogenförmige Tonne. Einschließlich des Zugangs ist sie rund 14 Meter lang. Davon entfallen auf die Gruftkammer 4,60 Meter in der Breite und 4,40 Meter in der Länge. Der Raum erhielt einen Fußboden aus Ziegeln, auf dem Bänke in Ost-West-Richtung aufgemauert wurden. Hierauf wurden die Zinnsärge gestellt. Nördlich befindet sich ein Gefäß mit den sterblichen Überresten von drei Kindern, die bei der Bergung in den Sarkophagen gefunden wurden. Rechts davon ruhen Prinzessin Am(a)elia, die Tochter Philipp I. und Maria von Sachsen (1547–1580), gefolgt von Prinzessin Hedwig-Maria (Tochter Ernst-Ludwigs und Sophia-Hedwig, 1579–1606), Herzogin Sophia Hedwig von Braunschweig (1581–1631) und schließlich erneut zwei Kindersärge. Dort ruhen Friedrich Casimir und Katharina Eleonore, die Kinder des Generals Friedrich VI. von Baden-Durlach. Er war im Dreißigjährigen Krieg im Raum Wolgast stationiert.
Als problematisch erwies sich, dass die Gruft zwar über zwei Belüftungsöffnungen auf gleichem Niveau verfügt, wodurch keine natürliche Luftzirkulation zustande kam. Feuchtigkeit sammelte sich an und zerstörte die Bausubstanz sowie die Särge. Seit dem Einbau einer Glastür im Jahr 1996 erfolgt eine kontinuierliche Entfeuchtung, mit der die Luftfeuchtigkeit von 98 % auf rund 65 % gesenkt wird. Die Gruft der Pommern-Herzöge ist seit 2007 wieder für die Öffentlichkeit zugänglich.

### Greifenkapelle
An der nördlichen Wand des Kirchenschiffs befindet sich vor dem Übergang zum Chor die Greifenkapelle. Sie hat einen rautenförmigen Grundriss und kann durch ein spitzbogenförmiges Portal von Süden aus betreten werden. An der östlichen Wand stehen im nördlichen Bereich die 1995–2007 restaurierten die Särge von Philipp I. und seiner Frau Maria von Sachsen sowie südlich die von Herzog Ernst Ludwig und dem letzten Greifenherzog Philipp Julius. Ihre Grabstätte wurde 2007 neu errichtet.

### Nordkapelle
An der nördlichen Wand steht ein Altargemälde, das der deutsche Maler Carl Joseph Begas im Jahr 1842 geschaffen hat. Es zeigt Christus am Ölberg. Es hängt in einem dunklen, von zwei Säulen flankierten hölzernen Aufsatz, auf dessen Sockel ein Pelikan abgebildet ist. Es war ursprünglich die Predella des Hochaltars. Rechts davon befindet sich ein Gemälde von Axel Schöngrün, das die Brigg Jupiter zeigt. An der Ostwand hängen zwei Epitaphe sowie ein hölzernes Kruzifix; an der Westwand ein weiteres. Östlich der Nordkapelle befindet sich ein weiteres Bild von Schöngrün mit dem Titel Burgruine von Landskron bei Anklam.

### Südkapelle
Nach dem Brand 1920 trennte die Kirchengemeinde die südliche Kapelle vom Seitenschiff ab und richtete sie für den Winter- oder Kurz-Gottesdienst her. Sie kann durch ein spitzbogenförmiges Portal von Norden her betreten werden. Im oberen Segmentbogen wird ein Psalm zitiert: „Gehet zu seinen / Thoren ein mit Danken, / zu seinen Vorhöfen mit Loben“ (Ps 100,4 ). Auf der innenliegenden Seite wird aus dem 2. Brief des Paulus an die Korinther zitiert. Zwischen von Engeln umrahmten Ranken steht: „Gott / war in Chirsto und / versöhnte die Welt mit ihm / selbst / und rechnte ihnen ihre Sünden / nicht zu und hat unter uns / aufgerichtet das Wort von der Versöhnung.“ (2 Kor 5,19 ).
Die Ausmalung nahmen der Berliner Maler Max Kutschmann gemeinsam mit dem Wolgaster Künstler Louis Zillmann vor. Beide bedienten sich dabei dem 1869 veröffentlichten Werk Flora von Neuvorpommern und den Inseln Rügen und Usedom des Wolgaster Botanikers Theodor Marsson und malten auf die Wände diejenigen Pflanzen auf, die Marsson aufgezeichnet hatte. Die Ausmalung wurde 1950 überstrichen aber 2005 wieder freigelegt.
Zur weiteren Ausstattung gehören zwei Kronleuchter, die in den Jahren 1710 und 1754 aus Messing entstanden.

### Orgel

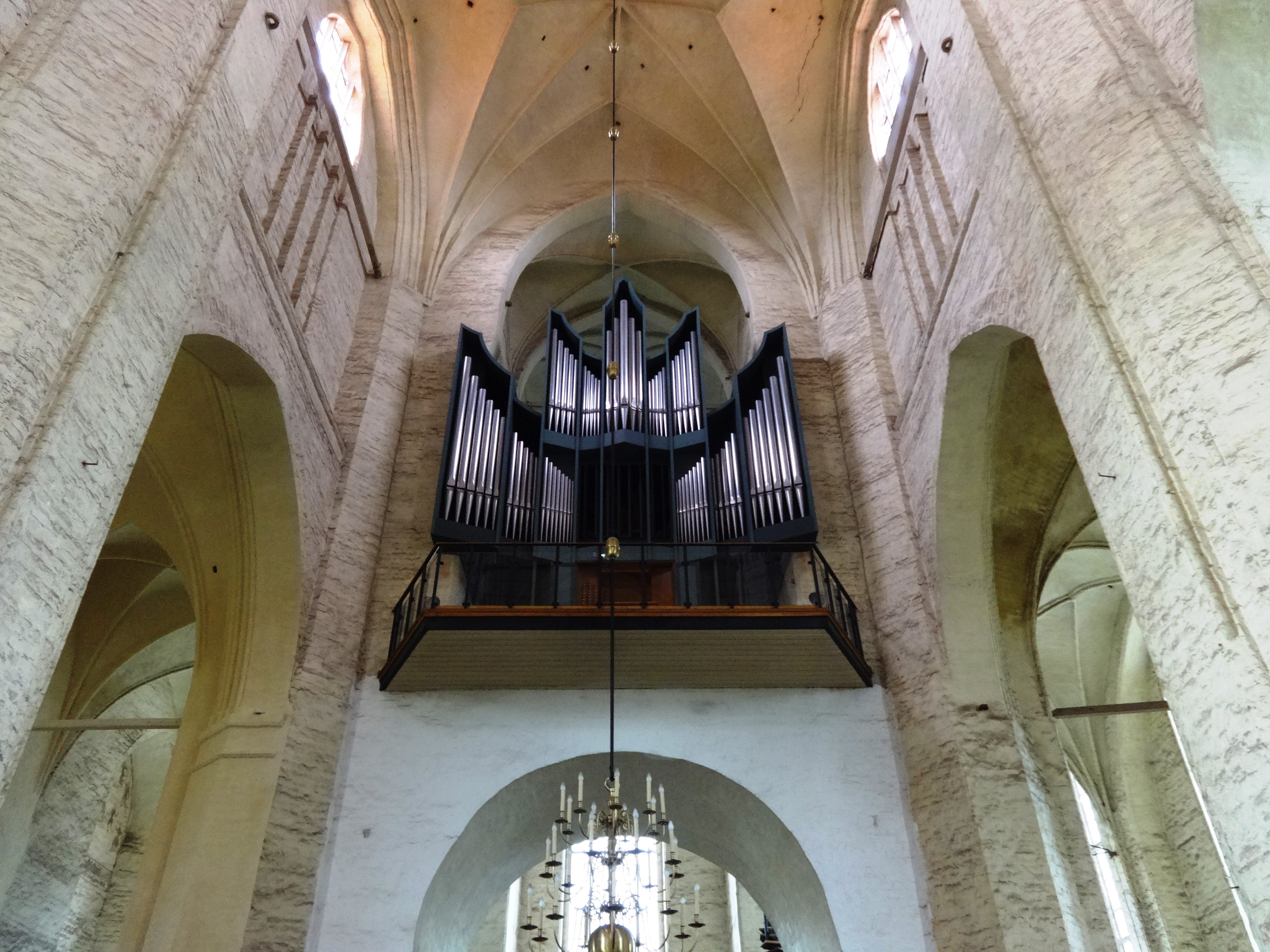
Blick zur Orgelempore

Die heutige Orgel wurde 1988 von der Orgelbaufirma Sauer aus Frankfurt (Oder) gebaut. Sie wird unter anderem im Rahmen der Wolgaster Sommermusiken von Juni bis September auch für Konzerte eingesetzt. Das rein mechanische Instrument mit rund 1400 Pfeifen  hat 22 Register auf zwei Manualen und Pedal.
Disposition
| I Hauptwerk C–g3 |                 |       |
| 1.               | Prinzipal       | 8′    |
| 2.               | Spillflöte      | 8′    |
| 3.               | Oktave          | 4′    |
| 4.               | Quintade        | 4′    |
| 5.               | Blockflöte      | 2′    |
| 6.               | Sesquialtera II | 2 ⁄3′ |
| 7.               | Mixtur V-VI     |       |
| 8.               | Trompete        | 8′    |
|                  | Tremolo         |       |

| II Schwellwerk C–g3 |             |       |
| 9.                  | Holzgedackt | 8′    |
| 10.                 | Prinzipal   | 4′    |
| 11.                 | Rohrflöte   | 4′    |
| 12.                 | Oktave      | 2′    |
| 13.                 | Sifflöte    | 1 ⁄3′ |
| 14.                 | Scharff IV  |       |
| 15.                 | Dulzian     | 8′    |
|                     | Tremolo     |       |

| Pedal C–f1 |                |     |
| 16.        | Subbaß         | 16′ |
| 17.        | Oktavbaß       | 8′  |
| 18.        | Ged. Pommer    | 8′  |
| 19.        | Rohrpfeife     | 4′  |
| 20.        | Basskornett IV |     |
| 21.        | Posaune        | 16′ |
| 22.        | Schalmei       | 4′  |

- Koppeln: II/I, I/P, II/P.

### Glocken
Über das ursprünglich verbaute Geläut gibt es kaum Aufzeichnungen. Eines der wenigen Dokumente beschreibt eine Glocke aus dem Jahr 1516, die beim Brand von 1713 zerstört wurde. Vor dem Brand 1920 existierten drei Glocken. Zwei davon mussten im Ersten Weltkrieg im Zuge einer Metallspende des deutschen Volkes abgegeben werden. Die dritte stürzte beim Brand ab und ist nur noch in Fragmenten vorhanden. In den darauffolgenden Jahren schaffte die Kirchengemeinde drei neue Glocken an. Die mit einem Gewicht von 1050 kg kleinste Glocke wurde 1926 gegossen und hatte den Schlagton e1, eine weitere aus dem Jahr 1925 hatte den Schlagton cis1 und wog 2000 kg, gefolgt von der mit 3600 kg größten Glocke aus dem Jahr 1932 und dem Schlagton a0. Zwei von ihnen wurden im Zweiten Weltkrieg ebenfalls eingeschmolzen. Nach dem Ende des Krieges bestellte der Gemeindekirchenrat im Jahr 1958 ein neues Geläut, das im Herbst 1962 von der Eisenglockengießerei in Morgenröthe-Rautenkranz gegossen wurde. Sie hatten die Schlagtöne cis1, e1 und fis1. Die verbliebene Glocke wurde in Zahlung gegeben und gelangte so in die St.-Nikolai-Kirche nach Stralsund.
Da sich Anfang des 21. Jahrhunderts Risse im Joch zeigten, musste das Geläut abgebaut werden. Im Jahr 2012 beschloss die Gemeinde den Kauf neuer Glocken. Sie erwarb vier Bronzeglocken aus der Paul-Gerhardt-Kirche in Kassel (mit den Schlagtönen f1, g1, a1 und b1), die dort aufgrund ihres Gewichts und des Bauzustandes des Kirchturms nicht mehr genutzt und durch ein leichteres Zimbelgeläut ersetzt worden waren. Diese Glocken trafen Ende November 2012 in Wolgast ein. Im Jahr 2016 ließ die Petrigemeinde durch die Glockengießerei Bachert, Karlsruhe, eine fünfte Glocke mit dem Schlagton d1 herstellen. Heiligabend 2017 wurde das fünfstimmige Geläut feierlich in Nutzung genommen.

### Wolgaster Totentanz

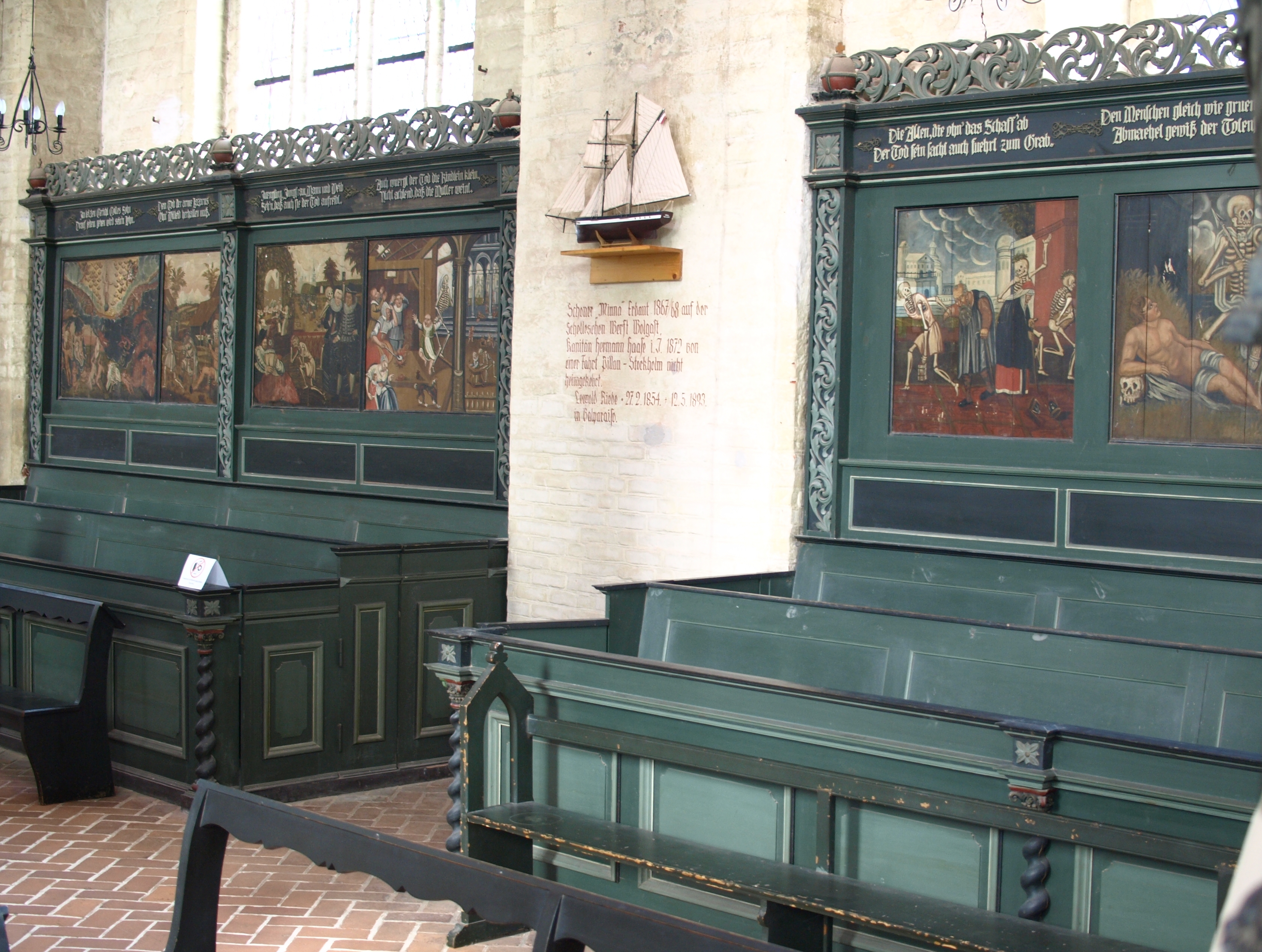
Caspar Siegmund Köppe: Der Totentanz

Der Wolgaster Totentanz ist eine Totentanz-Darstellung, um 1700 von dem Maler und Reeder Caspar Siegmund Köppe angefertigt. Als Verfasser der dazugehörigen zweizeiligen Verse gilt Adrian Dietrich Brentschneider. Die 25 Tafelgemälde befanden sich ursprünglich in der als Friedhofskapelle genutzten Wolgaster Gertrudenkapelle. Bei einer Renovierung 1868 kamen sie zunächst in die St.-Jürgen-Kapelle, dann in die St.-Petri-Kirche. Beim Brand 1920 wurden alle Bilder gerettet, eines gelangte jedoch „in fremde Hände“ und ging verloren.
Die Bilder sind eine freie Nachahmung der 1538 erschienenen Holzschnittserie Bilder des Todes von Hans Holbein dem Jüngeren. Köppe soll sie gemalt haben, nachdem er durch eine Epidemie Frau und Kinder verloren hatte. Im Gegensatz zu spätmittelalterlichen Darstellungen tritt Gott als Herr über Leben und Tod zurück. Nur das erste Bild zeigt den Sündenfall, das letzte das Jüngste Gericht. Das verlorene vorletzte zeigte den auferstandenen Christus mit dem Vers „Christi Tod und Auferstehung ist des Lebens Wiederbringung“. „Der Tod erscheint insgesamt als eine selbständige Macht, die mit Gott im Bunde steht und Teil der Allmacht Gottes ist, die hier düster und stumm erscheint.“
Die großformatigen Gemälde gehören zu den wenigen erhaltenen monumentalen Totentanz-Darstellungen in Norddeutschland. Sie werden seit 2008 nach und nach saniert.

### Votivschiffe
Die Kirchengemeinde erhielt neben den bereits erwähnten Leuchtern auch weitere Schenkungen aus maritimen Kreisen, so auch vier Votivschiffe. Es handelt sich um Nachbildungen Wolgaster Schiffe, darunter das Vollschiff Leopold, der Schoner Minna sowie die Bark Camilla von Wolgast. Sie gelangten vermutlich in der zweiten Hälfte des 19. Jahrhunderts als Schenkung in die Kirche. Dort wurden sie zunächst jedoch nicht aufgestellt, da das Innere des Kirchenschiffs reichhaltig mit Kunstschätzen ausgestattet war. Diese wurden beim Brand 1920 jedoch fast vollständig zerstört. 1921 ließ die Kirchengemeinde daher drei Schiffsmodelle in hölzernen Konsolen an den Wänden befestigen, dennoch blieb die Herkunft zunächst ungeklärt. Pastor Klett führte gemeinsam mit dem Küster Rickert 1942 umfangreiche Recherchen durch. Sie führten zu der Erkenntnis, dass 1943 die wesentlichen Daten zum Vollschiff und Schoner an der Kirchenwand aufgetragen wurden.

## Bibliothek
Die Petrikirche besaß eine umfangreiche Bibliothek, darunter Werke aus der Bibliothek des Greifswalder Professors Enwaldus Klene, die über die Bibliothek des Klosters Eldena 1535 nach Wolgast gekommen waren. Auch die Bibliothek des im Zuge der Reformation aufgelösten Klosters Jasenitz wurde hier aufbewahrt. Die St.-Petri-Bibliothek gelangte 1830/31 in die Universitätsbibliothek Greifswald. Von den damals übernommenen 938 Bänden sind nach Verlusten durch Auslagerungen im Zweiten Weltkrieg noch 554 Bände vorhanden.
Karl Christian Heller begann unmittelbar danach mit dem Aufbau einer neuen Bibliothek; im Wesentlichen durch Schenkungen erreichte sie bis zu seinem Tod 1837 einen Bestand von 700 in einem Katalog verzeichneten Büchern und Schriften. In den 2010er Jahren umfasst die Sammlung 1489 Titel.
Die Wolgaster St.-Petri-Bibliothek ist neben der Kirchenbibliothek St. Marien Barth und der Bibliothek des Geistlichen Ministeriums im Greifswalder Dom eine der historisch bedeutsamen Kirchenbibliotheken in Vorpommern.